# Bisdom Chikmagalur
Het bisdom Chikmagalur (Latijn: Dioecesis Chikmagalurensis) is een rooms-katholiek bisdom met als zetel Chikmagalur, in India. Het bisdom is suffragaan aan het aartsbisdom Bangalore. 

## Geschiedenis
Het bisdom werd opgericht op 16 november 1963, uit delen van het bisdom Mysore. 

## Parochies
Het bisdom had in 2021 een oppervlakte van 14.015 km2 en telde 2.975.260 inwoners waarvan 1,3% rooms-katholiek was.

## Bisschoppen
- Alphonsus Mathias (16 november 1963 - 12 september 1986)
- John Baptist Sequeira (26 januari 1987 - 2 december 2006)
- Anthony Swamy Thomasappa (2 december 2006 - heden)

Bangalore (aartsbisdom) · Belgaum · Bellary · Chikmagalur · Gulbarga · Karwar · Mangalore · Mysore · Shimoga · Udupi